# Dasychira tarowanensis
Dasychira tarowanensis är en fjärilsart som beskrevs av Matsumura 1927. Dasychira tarowanensis ingår i släktet Dasychira och familjen tofsspinnare. Inga underarter finns listade i Catalogue of Life.